# Leucauge fibulata
Leucauge fibulata là một loài nhện trong họ Tetragnathidae.
Loài này thuộc chi Leucauge. Leucauge fibulata được miêu tả năm 1892 bởi Thorell.